# Tiberius Hemsterhuis
Tiberius Hemsterhuis (født januar 1685 i Groningen, død 7. april 1766 i Leyden) var en hollandsk filolog. Han var far til Frans Hemsterhuis.
Hemsterhuis blev i 1704 professor i filosofi i Amsterdam, i 1717 i græsk i Franeker og i 1740 i Leyden. Han har særlig fortjeneste af studiet af græsk i Holland; mellem hans disciple tælles så berømte Mænd som Ruhnken og Valckenaer. Hans eget mest beundrede forbillede var den engelske kritiker Bentley. Han har udgivet Pollux (2 bind, 1706), udvalgte dialoger af Lukian (1708 og 1732) og Aristofanes' Plutus (1744), alt med kommentar; endvidere har han leveret anmærkninger til Ernestis udgave af Kallimachos (1761), til Burmans Properts (1780) og Albertis Hesychios (1746—66). Længe efter hans død udkom Anecdota Hemsterhusiana (ved Geel, 1825). Hans Orationes et Epistolæ er udgivne af Friedemann (2. udgave, 1839). I det hele virkede han mere som lærer end som forfatter.